# Joseph Kaplan
Joseph Kaplan (* 8. September 1902 als József Káplán in Tapolca, damals Königreich Ungarn; † 3. Oktober 1991 in Santa Monica, Kalifornien) war ein ungarisch-amerikanischer Physiker (Geophysik) an der University of California, Los Angeles.
Er befasste sich mit den Spektren zweiatomiger Moleküle, insbesondere von Stickstoff und Sauerstoff und ihren Verbindungen, in den obersten Schichten der Erdatmosphäre. Kaplan gilt als einer der Begründer der Aeronomie.

## Leben
Kaplan kam 1910 mit seinen Eltern und elf Geschwistern in die Vereinigten Staaten. Nach seinem Studium an der Johns Hopkins University (Bachelor in Chemie 1924, Ph.D. bei Robert Williams Wood in Physik 1927) arbeitete er als Postdoktorand bei Karl Taylor Compton an der Princeton University. 1928 erhielt Kaplan an der University of California, Los Angeles (UCLA) eine Anstellung als Assistant Professor, 1935 wurde er Associate Professor, 1940 erhielt er eine ordentliche Professur. Von 1939 bis 1944 war er Chairman der Abteilung für Physik.1946/47 leitete Kaplan das Institut für Geophysik der UCLA. 1970 ging er in den Ruhestand.
Während des Krieges war Kaplan an der Organisation der Ausbildung von Wetter-Offizieren der US-Luftwaffe beteiligt. Auch nach dem Krieg blieb er beratend für die Luftwaffe tätig. Kaplan war an den Bemühungen der NASA beteiligt, einen Satelliten ins All zu bringen. Er war Vorsitzender des US-Komitees zum Internationalen Geophysikalischen Jahr 1957–1958. Kaplan war in der Internationalen Union für Geodäsie und Geophysik (IUGG) aktiv, für deren Association of Geomagnetism and Aeronomy er 1954 Vizepräsident war, 1957 Präsident. 1960 wurde er Vizepräsident, 1963 Präsident der IUGG. Außerdem war er führend bei der Einrichtung der Internationalen Hydrologischen Dekade und des Global Atmospheric Research Program.
Kaplan war Fellow der American Physical Society und seit 1954 Fellow der American Association for the Advancement of Science. 1957 wurde er in die National Academy of Sciences gewählt. Nach ihm ist seit 1962 der Mount Kaplan in der Antarktis benannt. 1970 erhielt Kaplan den John Adam Fleming Award der American Geophysical Union. Er hielt Ehrendoktorate des Carleton College, der University of Notre Dame, der Yeshiva University, des Hebrew Union College und der University of Judaism.
Joseph Kaplan war seit 1933 in erster Ehe mit Katherine E. Feraud verheiratet. Nach deren Tod 1977 heiratete er 1984 Frances I. Baum, die ihn überlebte. Er starb 1991 an einem Herzanfall.